# Tyska F3-mästerskapet 1999
Tyska F3-mästerskapet 1999 var ett race som vanns av Christijan Albers.

## Delsegrare
| Bana         | Vinnare           | Vinnare           |
| ------------ | ----------------- | ----------------- |
| Sachsenring  | Marcel Fässler    | Timo Scheider     |
| Zweibrücken  | Thomas Jäger      | Thomas Jäger      |
| Oschersleben | Christijan Albers | Marcel Fässler    |
| Norisring    | Christijan Albers | Robert Lechner    |
| Nürburgring  | Christijan Albers | Christijan Albers |
| Salzburgring | Christijan Albers | Yves Olivier      |
| Oschersleben | Marcel Fässler    | Thomas Jäger      |
| Hockenheim   | Christijan Albers | Marcel Fässler    |
| Nürburgring  | Robert Lechner    | Robert Lechner    |

## Slutställning
| Plats | Förare            | Poäng |
| ----- | ----------------- | ----- |
| 1     | Christijan Albers | 229   |
| 2     | Marcel Fässler    | 184   |
| 3     | Thomas Jäger      | 179   |
| 4     | Robert Lechner    | 163.5 |
| 5     | Yves Olivier      | 159   |
| 6     | Timo Scheider     | 100   |
| 7     | Thomas Mutsch     | 97    |
| 8     | Pierre Kaffer     | 71.5  |
| 9     | Stefan Mücke      | 63    |
| 10    | Walter van Lent   | 62    |